# Departamento de Villaguay
Departamento de Villaguay är en kommun i Argentina.   Den ligger i provinsen Entre Ríos, i den centrala delen av landet, 300 km norr om huvudstaden Buenos Aires.
Trakten runt Departamento de Villaguay består i huvudsak av gräsmarker. Runt Departamento de Villaguay är det ganska glesbefolkat, med 21 invånare per kvadratkilometer.